# David Kubinec
David „Kubie“ Kubinec (1948 nebo leden 1952 – 15. dubna 2022) byl britský kytarista, klávesista a zpěvák.
Jeho otec pocházel z Československa, kde před odchodem do Spojeného království vlastnil hotel, a matka byla Velšanka. Svou kariéru zahájil ve druhé polovině šedesátých let jako člen skupiny Pieces of Mind, se kterou hrál od listopadu 1966 do prosince 1967 a znovu v roce 1969. Později hrál s kapelou World of Oz, se kterou nahrál hitovou píseň „Muffin Man“. V letech 1969 až 1970 krátce hrál ve skupině Mainhorse Airline, kde hrál například i klávesista Patrick Moraz. Později hrál v několika dalších skupinách, včetně The Rats, a v roce 1978 nahrál sólové album Some Things Never Change, které produkoval John Cale a hráli na něm členové Caleovy kapely včetně Jimmyho Baina a Chrise Speddinga.

## Diskografie

### Alba
- Day of the Madman (1974)
- Rats First (1974)
- Some Things Never Change (1978)
- The Geneva Tapes (2007; nahráno 1969–1970)[4]
- Second Long Player Record (2009; nahráno 1974)
- Return to the World of Oz (2010)

### Singly
- „Schopi“ / „The Lady Loves“ (1969)
- „Turtle Dove“ / „Oxford Donna“ (1974)
- „Some Things Never Change“ / „The Elf Sires“ (1978)
- „More Ego“ / „The Little Ships“ (1981)